# Kong Christian stod ved højen mast
Kong Christian stod ved højen mast (данською: [kʰʌŋ ˈkʰʁestjæn ˈstoðˀ ve̝ ˈhʌjˀn̩ mæst]; «Король Кристіан стояв під високою щоглою»), зазвичай скорочено Kong Christian — королівський гімн Королівства Данії.  Він має статус національного гімну разом з композицією Der er et yndigt land, хоча використовується майже виключно лише в урочистостях, пов'язаних із королівським домом чи збройними силами. У пісні йдеться про героїзм данських моряків під час війн зі Швецією в 17-му і 18-му століттях.
Існує традиція в новорічну ніч співати королівський гімн разом з Хором дівчаток Данського радіо, який співає по телебаченню, одразу після виконання іншого національного гімну. Зазвичай на офіційних заходах виконують лише перший куплет. Затверджений у 1780 році, цей гімн є одним із найстаріших національних гімнів у світі.

### Тема
Тема пісні — героїзм данських моряків під час воєн проти Швеції у 17-му і 18-му століттях. Це конкретні імена данських військово-морських героїв, короля Кристіана IV, Нільса Юеля і Пітера Весселя Торденскйольда.
У першому куплеті йдеться про битву у Кільській затоці, де король Кристіан IV був поранений осколком і здалося, що він загинув, але він швидко встає на ноги і закликає свою команду продовжувати бій.

## Слова

### Текст
Der er et yndigt land,

Det står med brede bøge

Nær salten østerstrand;

Det bugter sig i bakke, dal,

Det hedder gamle Danmark,

Og det er Frejas sal.

Kong Kristian stod ved højen mast i røg og damp;

Hans værge hamrede så fast,

At Gotens hjelm og hjerne brast.

Da sank hver fjendligt spejl og mast i røg und damp.

Fly, « skreg de, fly, hvad flygte kan!

Hvo står for Danmarks Kristian i kamp?»

### Історія
Текст вперше з'явився в травні 1778 року у водевілі Йоганнеса Евальда «Рибалки», прем'єра якого відбулася в данському Королівському театрі в січні 1780 року в день народження короля Кристіана VII. П'єса зображує героїзм рибалок з північної частини Зеландії, які врятували безліч моряків від утоплення, а потім відмовився брати за це платню. З цієї причини п'єса була сприйнята як данина військово-морського флоту, зокрема через пісню короля Кристіана.[джерело?] В оригінальній постановці п'єси виконувався, однак, тільки останній 4-й куплет.[джерело?] Перші три куплети були опущені через неприязнь, яка демонструвалася в них по відношенню до Швеції, яка в той час була важливим союзником Данії проти Сполученого Королівства.[джерело?]

## Музика
Дискусії щодо авторства музики королівського гімну точаться давно. Від самого початку автором вважався Йоганн Хартман, композитор, який написав музику для п'єси «Fiskerne», де текст гімну вперше з'явився, однак його оригінальна романтична партитура для водевіля абсолютно відрізняється від тієї, що використовується сьогодні. Після того, як можливість написання Хартманом партитури відкинули, була висловлена думка, що справжнім автором був друг Йоганнеса Евальда, суддя Верховного Суду Дитлев Людвіг Ругерт, який, як відомо, грав на скрипці. Це твердження було підтримане кількома інтелектуалами 19-го століття. У 1880-му році Вільгельм Карл Равн представив свою теорію про те, що музика гімну існувала задовго до слів і не має конкретного автора. Ця теорія є найпопулярнішою сьогодні. Однак навіть зараз авторство музики часто приписують Фрідріхові Кулау, який використав цю пісню у музиці до п'єси «Elverhøj», прем'єра якої відбулася на весіллі принца Фредеріка (пізніше короля Фредеріка VII) і принцеси Вільгельміни в листопаді 1828 року, після чого цей гімн здобула популярність.

## У масовій культурі
Пісню виконують у Новій Батавії, столиці Сонячної імперії, у романі Роберта Гайнлайна «Подвійна Зірка».

## Зовнішнє посилання
- MP3-файл